# John Fonseca
Pour les articles homonymes, voir Fonseca.
John Fonseca est un karatéka américain né le 28 décembre 1975 à Chicago, connu pour avoir remporté une médaille de bronze en kumite aux championnats du monde de karaté 1996 et 2004.

## Résultats
| Résultat | Date          | Épreuve                   | Catégorie | Compétition                | Ville hôte                  |
| -------- | ------------- | ------------------------- | --------- | -------------------------- | --------------------------- |
| [ 1 ]    | Novembre 1996 | Kumite individuel open    | Seniors   | Championnats du monde 1996 | Sun City, en Afrique du Sud |
| [ 2 ]    | Novembre 2004 | Kumite individuel - 80 kg | Seniors   | Championnats du monde 2004 | Monterrey, au Mexique       |